# Frederik II van Berg
Frederik II van Berg (circa 1120 - Pavia, 15 december 1158) was van 1156 tot aan zijn dood aartsbisschop van Keulen. Hij behoorde tot het huis Berg.

## Levensloop
Frederik II was een zoon van graaf Adolf II van Berg uit diens huwelijk met Irmgard, dochter van graaf Engelbert van Schwarzenburg en nicht van de Keulse aartsbisschop Frederik I van Schwarzenburg. Verschillende familieleden van hem werden ook aartsbisschop van Keulen: zijn broer Bruno III, zijn oom Bruno II en zijn neef Engelbert II. 
Hij begon een geestelijke loopbaan en werd lid van het kapittel van de Dom van Keulen. In de stad Keulen was hij ook proost van de Sint-Joriskerk. In 1150 werd hij in een omstreden verkiezing verkozen als bisschop van Utrecht; deze verkiezing werd echter niet aanvaard door Rooms-Duits koning Koenraad III, waardoor hij niet bevestigd werd als bisschop.
In mei 1156 kwam het ook in Keulen tot een omstreden bisschopsverkiezing. Terwijl de prioren in het kapittel Gerard van Are verkozen, kozen de jonge kanunniken voor Frederik II van Berg. Beide partijen disputeerden drie dagen lang, tot keizer Frederik I Barbarossa ingreep en Frederik in Regensburg tot bisschop benoemde, hetgeen in 1157 ook bevestigd werd door paus Adrianus IV.
Frederik gold als een geleerde man die door zijn goedheid en vriendelijkheid de harten van heel wat mensen had gewonnen. Daarenboven was hij zeer loyaal aan Frederik I Barbarossa en hij begeleidde hem op diens tweede tocht naar Italië. In december 1158 overleed hij in Pavia na een ongelukkige val van zijn paard. Frederik II van Berg werd bijgezet in de Dom van Altenberg.
- Gemeinsame Normdatei: 1080264892
- Virtual International Authority File: 108145067181066630174